# Ribnik (Jagodina)
Pour les articles homonymes, voir Ribnik.
Ribnik (en serbe cyrillique : Рибник) est un village de Serbie situé sur le territoire de la ville de Jagodina, district de Pomoravlje. Au recensement de 2011, il comptait 289 habitants.

## Démographie

### Évolution historique de la population
| 1948 | 1953 | 1961 | 1971 | 1981 | 1991 | 2002 | 2011 |
| ---- | ---- | ---- | ---- | ---- | ---- | ---- | ---- |
| 451  | 494  | 476  | 451  | 433  | 394  | 304  | 289  |

|  |